# Lindsaea raddiana
Lindsaea raddiana là một loài dương xỉ trong họ Lindsaeaceae. Loài này được Klotzsch mô tả khoa học đầu tiên năm 1844.
Danh pháp khoa học của loài này chưa được làm sáng tỏ. 